# 9272 Liseleje
9272 Liseleje este un asteroid din centura principală, descoperit pe 19 mai 1979, de Richard West.